# Q-Connector

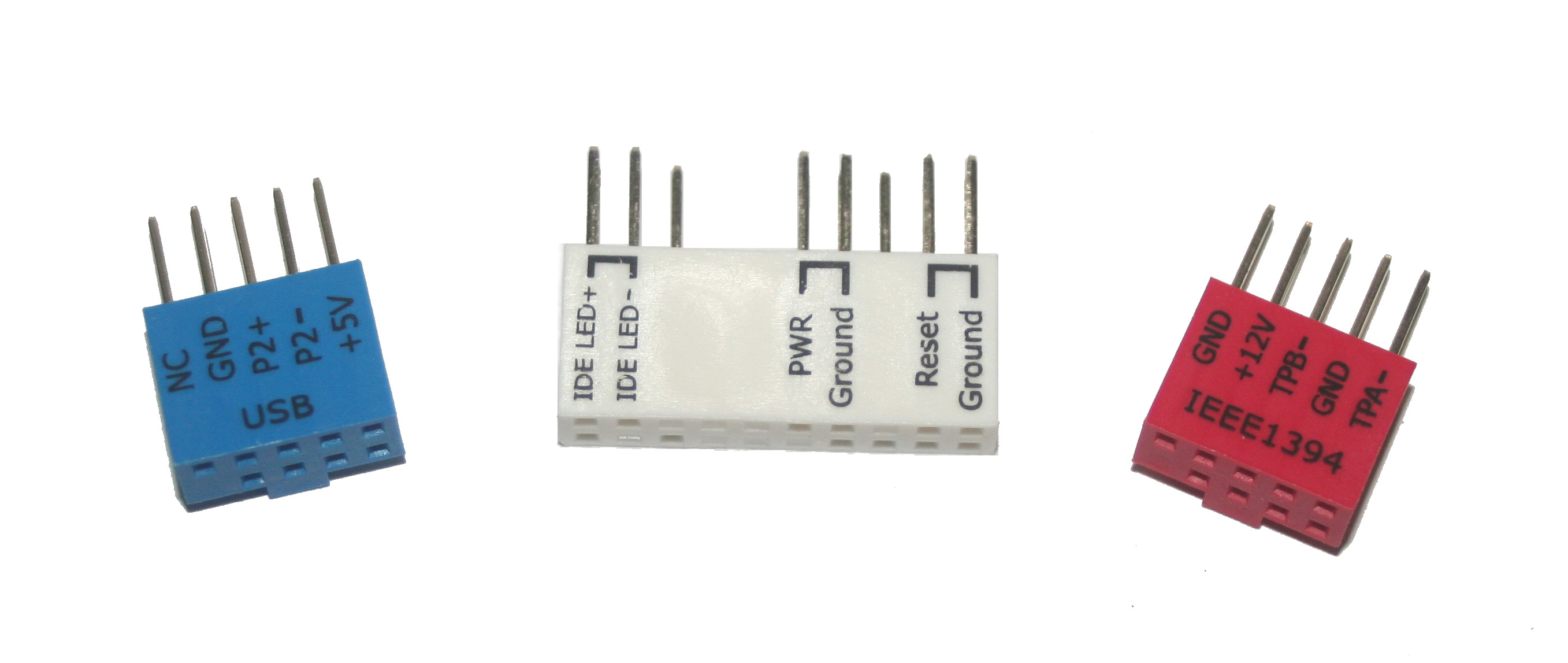
Q-Connector

Q-Connector або ASUS Q-Connector — адаптер, що іноді входить до складу материнських плат ASUS, який сидить між з'єднувачами та кабелями передньої панелі материнської плати. Q-Connector позначається більшим текстом, ніж з'єднувачі передньої панелі на материнській платі, а також виступає з материнської плати, обмежуючи перешкоду від кулерів й інших з'єднувачів.